# Ulaż
Ulaż, przestrzeń ulażowa (ang. ullage z franc. ouillage) – niewypełniona część zbiornika ładunkowego przeznaczona na rozszerzanie się ładunku wskutek zmian temperatury w czasie podróży. Pojęcie przestrzeni ulażowej może dotyczyć najrozmaitszych zbiorników, przykładowo na wino jak i paliwo.